# Jérôme Le Banner
Jérôme "Geronimo" Le Banner (Le Havre, Francia, 26 de diciembre de 1972), conocido como "Hyper Battle Cyborg" o "The Bulldog of Normandy", es un peleador de kickboxing y muay thai francés. Ha logrado 86 victorias (70 por knockout), 22 derrotas, dos empates y una pelea sin decisión. Compitió en la promoción K-1 desde 1995 hasta 2010, donde fue subcampeón del K-1 World Grand Prix de 1995 y 2002, y logró victorias ante Peter Aerts, Sam Greco, Ernesto Hoost, Mark Hunt y Musashi entre otros.

## Biografía
Jérôme Le Banner nació en la ciudad francesa de Le Havre, en la región de Normandía. Comenzó entrenando en judo a los 5 años y a los 16 influenciado por Bruce Lee comenzó con el karate. A los 18 años debutó en su primera competición de Full Contact Kickboxing y a los 20 años ganó el título francés de la ISKA para ganar a continuación el título Europeo ante Stéphane Reveillon, y el cinturón Intercontinental en Sudáfrica ante Mike Bernardo.
El 3 de marzo de 1995, Jerome Le Banner hizo su debut en K-1, ganando una decisión de cinco asaltos sobre Nokveed Devy. Dos meses después, el 4 de mayo de 1995 presentó su primer K-1 World Grand Prix de aparición en Tokio, Japón, noqueando a Masaaki Satake y Mike Bernardo, antes de perder ante Peter Aerts en la final del torneo.
El 7 de diciembre de 2002 en el K-1 Grand Prix Mundial 2002, después de derrotar a Musashi en los cuartos de final, y a Mark Hunt en las semifinales, Le Banner se enfrentó al tres veces Campeón del Mundo Ernesto Hoost en la final del torneo. Tras una pelea igualada en los dos primeros asaltos, Hoost rompió el brazo de Le Banner en el tercero con una patada. A pesar de peligrar su carrera,(una barra de acero y once clavos se insertaron en el brazo roto), Le Banner fue capaz de recuperarse y regresó seis meses después, en K-1 París 2003, ganando la lucha con combinaciones de puño al bielorruso Vitali Akhramenko.
El 2 de diciembre de 2006, después de su derrota ante Semmy Schilt en K-1 World Grand Prix Mundial 2006, Le Banner anunció su retirada de la lucha contra la semi del torneo, la restricción de futuras apariciones de eventos Superfight K-1.
A principios de 2007, después de su pelea en K-1 World GP 2007 en Yokohama, se vio obligado a someterse a una operación de rodilla y no se esperaba para regresar al ring hasta el año 2008, sin embargo debido a la rápida recuperación, K-1 anunció que participaría Le Banner el 29 de septiembre de 2007 en el Gran Premio de K-1 Mundial de 2007 en Seúl ante el ruso Ruslan Karaev, un kickboxer.
Apenas dos días antes de la pelea, Karaev tuvo que retirarse y fue reemplazado por un ex practicante de Taekwondo de Corea, Park Yong-soo. Tomó Le Banner sólo 54 segundos para noquear a Park en la primera ronda con un directo y se clasifica a sí mismo para el K-1 World GP Final 2007, celebrado el 8 de diciembre de 2007 en el Arena de Yokohama, Japón.
El 8 de diciembre de 2007, en la novena aparición K-1 World GP de su carrera, derrotó a Choi Hong-man en los cuartos de final por decisión unánime, antes de enfrentar al campeón de K-1 Semmy Schilt en las semifinales. Le Banner termina por delante en el primero, pero en el comienzo de la segunda ronda Schilt consiguió un tiro bajo que parecía hacer daño a la rodilla derecha de Le Banner, en la que fue operado a principios de 2007. La pelea fue detenida finalmente por la esquina de Le Banner al tirar la toalla para evitar mayor daño a la rodilla lesionada.
Jérôme luchó contra Schilt de nuevo en el K-1 World GP 2008 en Fukuoka para el K-1 título de Super-pesado. Jérôme terminó perdiendo por decisión dividida, resultado con mucha controversia.
Como finalista Jérôme luchó en el K-1 World GP 2008 Final 16 en contra del joven luchador japonés Junichi Sawayashiki.
Al final Jérôme perdió por nocaut técnico a la eventual campeón Remy Bonjasky.
El 26 de septiembre Jérôme luchó contra el japonés Musashi en el K-1 Grand Prix Mundial 2009 Final 16. A pesar de todas las lesiones que Jerónimo había acumulado durante su larga carrera en K-1, derribó al veterano japonés para conseguir una decisión unánime.
En su undécima aparición en el K-1 World Grand Prix Final Campeonato luchó contra Semmy Schilt. Jérôme perdió contra Semmy por 4.ª vez en su carrera, por nocaut técnico en primera ronda. Después de la pelea Jerónimo dijo que tenía planes de seguir luchando en la final del Grand Prix Mundial a pesar de que se sospecha que esta sería su última aparición en el Grand Prix.
Luchó en la final del torneo en 2010 contra Kyotaro, campeón de peso pesado en la primera ronda.
Después de concluirse los tres asaltos, se dicta empate, llevando la lucha a una ronda adicional. Jérôme estuvo en desacuerdo con el fallo de los jueces en la tercera ronda y abandonó el ring camino de los vestuarios, mostrando su indignación.
Jérôme Le Banner luchó contra el medallista olímpico de judo Satoshi Ishii, medalla de oro, en una pelea de artes marciales mixtas en las normas del Dinamita DREAM! evento del 2010 Año Nuevo en Japón. Le Banner tenía un registro de MMA de 3-1-1 de cara a la lucha, pero perdió la pelea por decisión unánime.
En el año 2004 participa en un programa televisivo llamado Tout le monde en parle y en 2007 en otro llamado Le Grand journal de Canal+. Además ha participado en la película Scorpion y ha sido la voz de Claudius Cornedurus en la animación Astérix aux jeux olympiques. Está previsto además que tome parte en las películas Babylon A.D. y Disco.

## Títulos
- 2010 W.P.M.F. World Super Heavyweight Muaythai Champion
- 2007 K-1 World Grand Prix Final 3rd Place
- 2005 W.K.N. World Super Heavyweight Muaythai Champion (1st title defence)
- 2002 K-1 World Grand Prix Final Runner Up
- 2002 I.S.K.A. World Super Heavyweight Full Contact Champion (4th title defence)
- 2001 K-1 World Grand Prix in Osaka Champion
- 2000 K-1 World Grand Prix in Nagoya Champion
- 2000 I.S.K.A. World Super Heavyweight Full Contact Champion (3rd title defence)
- 2000 I.S.K.A. World Super Heavyweight Full Contact Champion (2nd title defence)
- 1999 K-1 World Grand Prix Final 3rd Place
- 1999 W.K.N. World Super Heavyweight Muaythai Champion
- 1997 I.S.K.A. World Super Heavyweight Full Contact Champion (1st title defence)
- 1996 I.S.K.A. World Super Heavyweight Full Contact Champion
- 1995 K-1 World Grand Prix Final Runner Up
- French & European Kickboxing Champion

### Combates Kickboxing
| 73 Victorias (59 (T)KO's, 14 decisiones), 14 Derrotas |           |                     |                                                           |                   |       |        |
| Fecha                                                 | Resultado | Rival               | Evento                                                    | Método            | Round | Tiempo |
| 23/07/2010                                            | Victoria  | Tomas Novack        | Muay-Thaï France vs Thaïland Stade de l'Est, Réunion      | KO                | 5     | 2:56   |
| 03/04/2010                                            | Victoria  | Tyrone Spong        | K-1 World Grand Prix 2010 in Yokohama Yokohama, Japón     | Decisión          | 3     | 3:00   |
| 05/12/2009                                            | Derrota   | Semmy Schilt        | K-1 World Grand Prix 2009 Final Yokohama, Japón           | TKO               | 1     | 1:27   |
| 26/09/2009                                            | Victoria  | Musashi             | K-1 World Grand Prix 2009 Final 16 Seúl, Corea del Sur    | Decisión          | 3     | 3:00   |
| 28/03/2008                                            | Derrota   | Ewerton Teixeira    | K-1 World GP 2009 in Yokohama Yokohama, Japón             | Decisión (2extra) | 5     | 3:00   |
| 06/12/2008                                            | Derrota   | Remy Bonjasky       | K-1 World GP 2008 Final Yokohama, Japón                   | TKO               | 3     | 1:56   |
| 27/09/2008                                            | Victoria  | Junichi Sawayashiki | K-1 World GP 2008 Final 16 Seúl, Corea del Sur            | Decisión          | 3     | 3:00   |
| 29/26/2008                                            | Derrota   | Semmy Schilt        | K-1 World GP 2008 in Fukuoka, Fukuoka, Japón              | Decisión          | 3     | 3:00   |
| 08/12/2007                                            | Derrota   | Semmy Schilt        | K-1 World GP 2007 Final, Japón                            | TKO               | 2     | 1:02   |
| 08/12/2007                                            | Victoria  | Choi Hong-man       | K-1 World GP 2007 Final, Japón                            | Decisión          | 3     | 3:00   |
| 29/09/2007                                            | Victoria  | Park Yong-soo       | K-1 World GP 2007 en Seúl Final 16, Corea del Sur         | KO                | 1     | 0:54   |
| 04/03/2007                                            | Derrota   | Junichi Sawayashiki | K-1 World GP 2007 en Yokohama, Japón                      | Decisión          | 3     | 3:00   |
| 02/12/2006                                            | Derrota   | Semmy Schilt        | K-1 World Grand Prix 2006 Final, Japón                    | Decisión          | 3     | 3:00   |
| 30/09/2006                                            | Victoria  | Choi Hong Man       | K-1 World GP 2006 en Osaka, Japón                         | Decisión          | 4     | 3:00   |
| 30/07/2006                                            | Victoria  | Remy Bonjasky       | K-1 World GP 2006 en Ámsterdam, Países Bajos              | Decisión          | 3     | 3:00   |
| 19/11/2005                                            | Derrota   | Peter Aerts         | K-1 World Grand Prix 2005, Japón                          | Decision          | 4     | 3:00   |
| 23/09/2005                                            | Victoria  | Gary Goodridge      | K-1 World Grand Prix 2005 en Osaka, Japón                 | TKO               | 1     | 2:13   |
| 02/07/2005                                            | Victoria  | Dimitry Podgaisky   | Le Grand Tournoi 2005, París, Francia                     | KO                | 1     | 1:49   |
| 27/05/2005                                            | Victoria  | Cyril Abidi         | K-1 World Grand Prix 2005 en París, Francia               | TKO               | 5     | 2:53   |
| 30/04/2005                                            | Victoria  | Oliver van Damme    | Post Tenebra Cup 2005, Campeonato del Mundo WKA           | KO                | 1     |        |
| 04/12/2004                                            | Victoria  | Hiromi Amada        | K-1 World Grand Prix 2004, Japón                          | KO                | 2     | 1:03   |
| 25/09/2004                                            | Derrota   | Francois Botha      | K-1 World Grand Prix 2004 en Tokio, Japón                 | TKO               | 3     | 3:00   |
| 17/07/2004                                            | Victoria  | Terrence Reasby     | K-1 World Grand Prix 2004 en Seúl, Corea del Sur          | KO                | 1     | 0:53   |
| 21/09/2003                                            | Victoria  | Shaka Zulu          | K-1 Survival 2003, Japón                                  | KO                | 2     | 1:10   |
| 14/06/2003                                            | Victoria  | Vitaly Akhramenko   | K-1 World Grand Prix 2003 en París, Francia               | KO                | 2     | 0:28   |
| 07/12/2002                                            | Derrota   | Ernesto Hoost       | K-1 World Grand Prix 2002, Japón                          | KO                | 3     | 1:26   |
| 07/12/2002                                            | Victoria  | Mark Hunt           | K-1 World Grand Prix 2002, Japón                          | Decisión          | 3     | 3:00   |
| 07/12/2002                                            | Victoria  | Musashi             | K-1 World Grand Prix 2002, Japón                          | KO                | 2     | 0:51   |
| 05/10/2002                                            | Victoria  | Gary Goodridge      | K-1 World GP 2002 en Saitama, Japón                       | KO                | 1     | 0:42   |
| 28/08/2002                                            | Victoria  | Don Frye            | PRIDE Shockwave, Japón                                    | KO                | 1     | 1:30   |
| 06/07/2002                                            | Victoria  | Sinisa Andrijasevic | Campeonato del mundo pesado ISKA de Full-contact, Francia | TKO               | 4     | 2:00   |
| 25/05/2002                                            | Victoria  | Mark Hunt           | K-1 World GP 2002 en París, Francia                       | TKO               | 2     | 3:00   |
| 03/03/2002                                            | Victoria  | Hiromi Amada        | K-1 World GP 2002 en Nagoya, Japón                        | KO                | 1     | 1:42   |
| 08/12/2001                                            | Derrota   | Mark Hunt           | K-1 World Grand Prix 2001, Japón                          | KO                | 2     | 2:32   |
| 19/08/2001                                            | Victoria  | Marc de Wit         | K-1 Andy Memorial Japan 2001 GP Final, Japón              | KO                | 2     | 1:45   |
| 24/06/2001                                            | Victoria  | Stefan Leko         | K-1 Survival 2001, Japón                                  | Decisión          | 5     | 3:00   |
| 29/04/2001                                            | Victoria  | Adam Watt           | K-1 World Grand Prix 2001 en Osaka, Japón                 | KO                | 1     | 0:46   |
| 29/04/2001                                            | Victoria  | Ebenezer Braga      | K-1 World Grand Prix 2001 en Osaka, Japón                 | KO                | 1     | 1:03   |
| 29/04/2001                                            | Victoria  | Pavel Majer         | K-1 World Grand Prix 2001 en Osaka, Japón                 | KO                | 1     | 2:15   |
| 17/03/2001                                            | Anulada   | Mike Bernardo       | K-1 Gladiators 2001, Japón                                | Anulada           | 1     | 3:00   |
| 30/07/2000                                            | Victoria  | Ernesto Hoost       | K-1 World GP 2000 en Nagoya, Japón                        | TKO               | 1     | 3:00   |
| 30/07/2000                                            | Victoria  | Nicolas Pettas      | K-1 World GP 2000 en Nagoya, Japón                        | TKO               | 1     | 3:00   |
| 30/07/2000                                            | Victoria  | Mark Hunt           | K-1 World GP 2000 en Nagoya, Japón                        | Decisión          | 3     | 3:00   |
| 13/07/2000                                            | Victoria  | Shawn Johnson       | Campeonato ISKA de Kickboxing, Las Vegas, NV              | KO                | 1     |        |
| 28/05/2000                                            | Victoria  | Jan Nortje          | K-1 Survival 2000, Japón                                  | KO                | 1     | 1:07   |
| 23/04/2000                                            | Victoria  | Francisco Filho     | K-1 The Millenium, Japón                                  | KO                | 1     | 2:02   |
| 17/03/2000                                            | Victoria  | Paris Vassilikos    | Campeonato ISKA de Kickboxing, Las Vegas, NV              | KO                | 2     | 1:09   |
| 05/12/1999                                            | Derrota   | Ernesto Hoost       | K-1 World Grand Prix 1999, Japón                          | KO                | 2     | 0:26   |
| 05/12/1999                                            | Victoria  | Peter Aerts         | K-1 World Grand Prix 1999, Japón                          | KO                | 1     | 1:11   |
| 05/10/1999                                            | Victoria  | Matt Skelton        | K-1 World GP 1999 Final Elimination, Japón                | KO                | 1     | 1:59   |
| 19/09/1998                                            | Victoria  | Espedito da Silva   | Campeonato del mundo de Kickboxing WKN, Atlanta, USA      | KO                | 1     |        |
| 18/07/1998                                            | Victoria  | Sam Greco           | K-1 Dreams 1998, Japón                                    | KO                | 2     | 2:07   |
| 24/05/1998                                            | Victoria  | Combat Ziyo         | K-1 Braves 1998, Japón                                    | TKO               | 3     | 2:52   |
| 09/11/1997                                            | Derrota   | Ernesto Hoost       | K-1 World Grand Prix 1997, Japón                          | KO                | 1     | 1:15   |
| 07/09/1997                                            | Victoria  | Rick Roufus         | K-1 World GP 1997 Opening, Japón                          | TKO               | 3     | 2:05   |
| 20/07/1997                                            | Derrota   | Peter Aerts         | K-1 Dreams 1997, Japón                                    | KO                | 2     | 1:19   |
| 29/04/1997                                            | Derrota   | Ray Sefo            | K-1 Braves 1997, Japón                                    | KO                | 1     | 1:31   |
| 01/02/1997                                            | Victoria  | Maurice Smith       | Campeonato del mundo Superpesado ISKA, Francia            | Decisión          | 5     | 3:00   |
| 08/12/1996                                            | Empate    | Sam Greco           | K-1 Hercules 1996, Japón                                  | Decisión          | 5     | 3:00   |
| 18/10/1996                                            | Victoria  | Ernesto Hoost       | K-1 Star Wars 1996, Japón                                 | TKO               | 2     | 2:57   |
| 01/09/1996                                            | Victoria  | Takeru              | K-1 Revenge 1996, Japón                                   | KO                | 4     | 2:49   |
| 01/06/1996                                            | Victoria  | Curtis Schuster     | Le Choc des Champions, ISKA título Superpesado            | Decisión          | 5     | 3:00   |
| 10/03/1996                                            | Derrota   | Mirko Filipovic     | K-1 World GP 1996 Opening, Japón                          | Decisión          | 5     | 3:00   |
| 09/12/1995                                            | Derrota   | Andy Hug            | K-1 Hercules 1995, Japón                                  | Decisión          | 5     | 3:00   |
| 03/09/1995                                            | Victoria  | John Kleijn         | K-1 Revenge 2, Japón                                      | KO                | 2     | 1:10   |
| 04/05/1995                                            | Derrota   | Peter Aerts         | K-1 World Grand Prix 1995, Japón                          | KO                | 1     | 1:37   |
| 04/05/1995                                            | Victoria  | Mike Bernardo       | K-1 World Grand Prix 1995, Japón                          | KO                | 2     | 2:59   |
| 04/05/1995                                            | Victoria  | Masaaki Satake      | K-1 World Grand Prix 1995, Japón                          | KO                | 3     | 2:32   |
| 03/03/1995                                            | Victoria  | Nokveed Devy        | K-1 World Grand Prix 1995 Opening, Japón                  | Decisión          | 5     | 3:00   |

### Combates MMA
| 3 Victorias (3 KOs), 2 Derrotas (1 sumisión), 1 Empate. |           |                   |                                    |                  |       |        |
| Fecha                                                   | Resultado | Rival             | Evento                             | Método           | Round | Tiempo |
| 31/12/2010                                              | Derrota   | Satoshi Ishii     | K-1 PREMIUM 2010 Dynamite!!, Japón | Decisión Unánime | 3     | 5:00   |
| 15/03/2006                                              | Victoria  | Jimmy Ambriz      | K-1 Hero's 4                       | KO               | 1     | 2:04   |
| 31/12/2005                                              | Victoria  | Alan Karaev       | K-1 PREMIUM 2005 Dynamite!!, Japón | KO               | 2     | 1:14   |
| 26/03/2005                                              | Victoria  | Yoshihiro Akiyama | K-1 Hero's 1                       | KO               | 1     | 2:24   |
| 31/12/2004                                              | Empate    | Bob Sapp          | K-1 PREMIUM 2004 Dynamite!!, Japón | Decisión         | 4     | 3:00   |
| 31/12/2001                                              | Derrota   | Tadao Yasuda      | Inoki Bom-Ba-Ye 2001 K-1 vs. Inoki | Sumisión         | 2     | 2:50   |

### Combates Boxeo
| 6 Victorias (5 (T)KOs), 0 Derrotas. |           |                  |                                                  |                 |       |
| Fecha                               | Resultado | Rival            | Evento                                           | Método          | Round |
| 13/11/2009                          | Victoria  | Ladislav Kovarik | Casino de Deauville, Deauville, Calvados, France | TKO             | 2     |
| 23/05/2009                          | Victoria  | Werner Kreiskott | Deauville Casino, Deauville, Calvados, France    | TKO             | 4     |
| 14/11/1998                          | Victoria  | Ferenc Deák      | L'Espace François Mitterand, Francia             | Descalificación | 2     |
| 20/06/1998                          | Victoria  | James Henderson  | The Moon, Tallahassee, FL, USA                   | KO              | 4     |
| 10/04/1998                          | Victoria  | Jerry Reynolds   | USA                                              | TKO             | 1     |
| 24/02/1998                          | Victoria  | Tudor Panait     | Oporto, Portugal                                 | TKO             | 4     |